# Real Canoe Natación Club Baloncesto
Le Real Canoe Natación Club Baloncesto est un club espagnol féminin de basket-ball appartenant à la Liga Femenina 2, soit 2e niveau du championnat espagnol. Le club, section du club omnisports le Real Canoe Natación Club, est basé dans la ville de Madrid.
La section masculine, fondée en 1940, évolue en EBA (4e division).

## Palmarès
- Champion d'Espagne : 1984, 1985, 1986
- Vainqueur de la Coupe de la Reine : 1996

## Joueuses célèbres ou marquantes
- Marina Ferragut
- Gisela Verónica Vega